# American Council on the Teaching of Foreign Languages
L'American Council on the Teaching of Foreign Languages (ACTFL) est une organisation américaine visant à améliorer et étendre l'enseignement et l'apprentissage des langues étrangères à tous les niveaux de formation. L'ACTFL est une organisation de membres individuels de plus de 12,500 éducateurs et administrateurs de langue étrangère, de l'enseignement élémentaire jusqu'à l'université ainsi que dans le gouvernement et l'industrie.

## Présidents
- 2014 : Mary Lynn Redmond
- 2013 : Toni Theisen
- 2012 : David McAlpine
- 2011 : Barbara Mondloch
- 2010 : Eileen Glisan (en), université d'Indiana en Pennsylvanie

## Source de la traduction
- (en) Cet article est partiellement ou en totalité issu de l’article de Wikipédia en anglais intitulé « American Council on the Teaching of Foreign Languages » (voir la liste des auteurs).